# Ungerns bidrag i Eurovision Song Contest

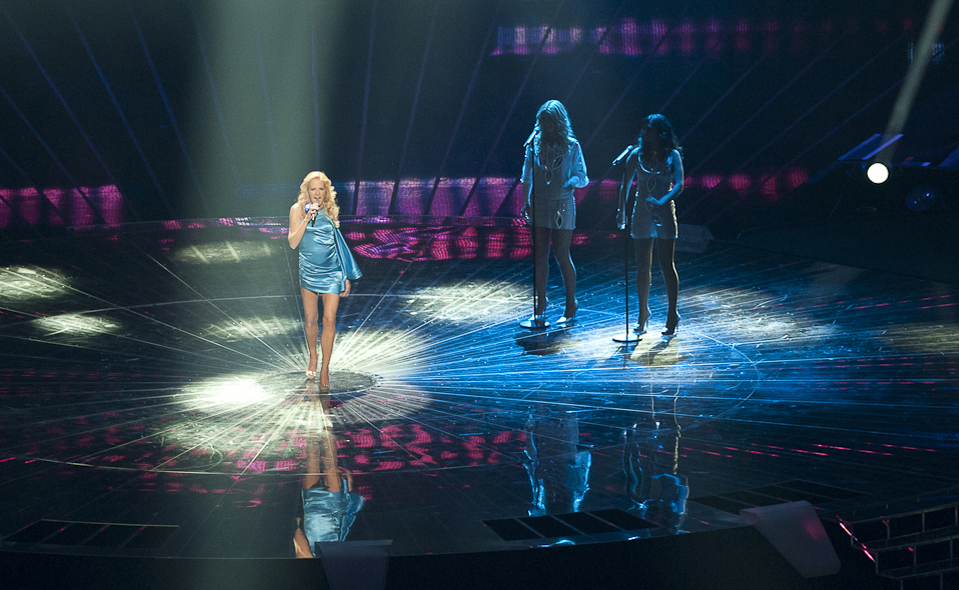
Kati Wolf i Düsseldorf 2011

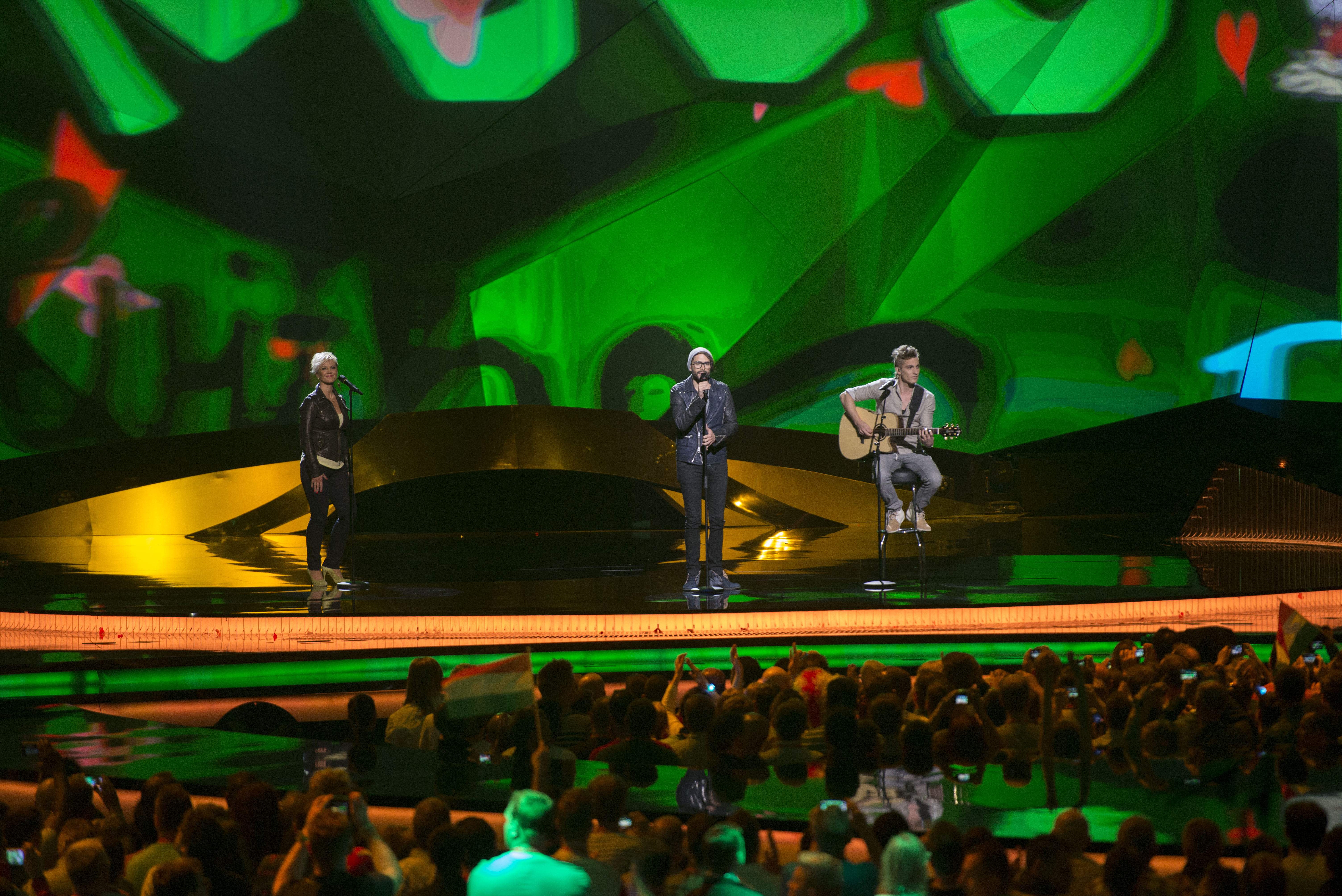
ByeAlex i Malmö 2013

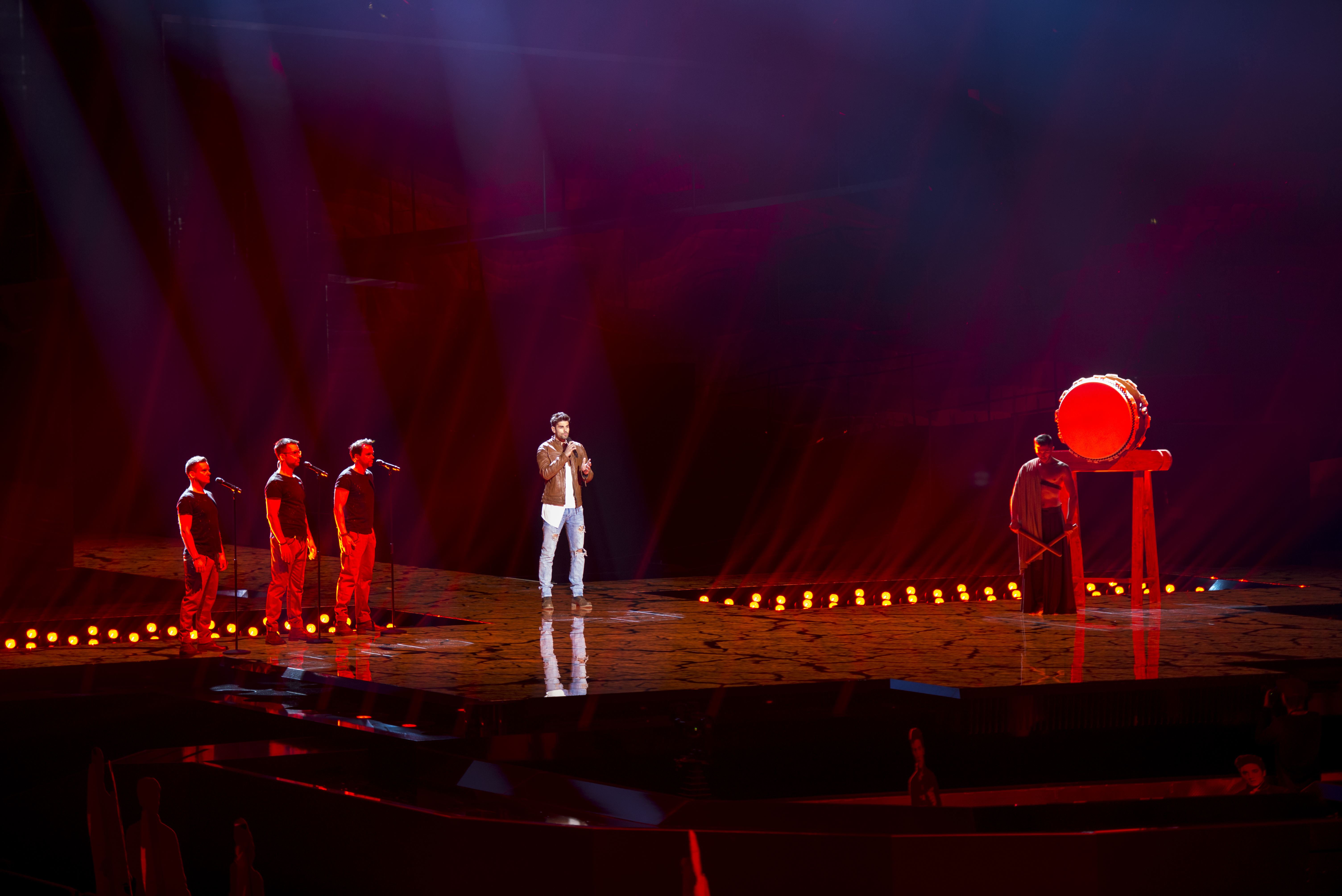
Freddie i Stockholm 2016

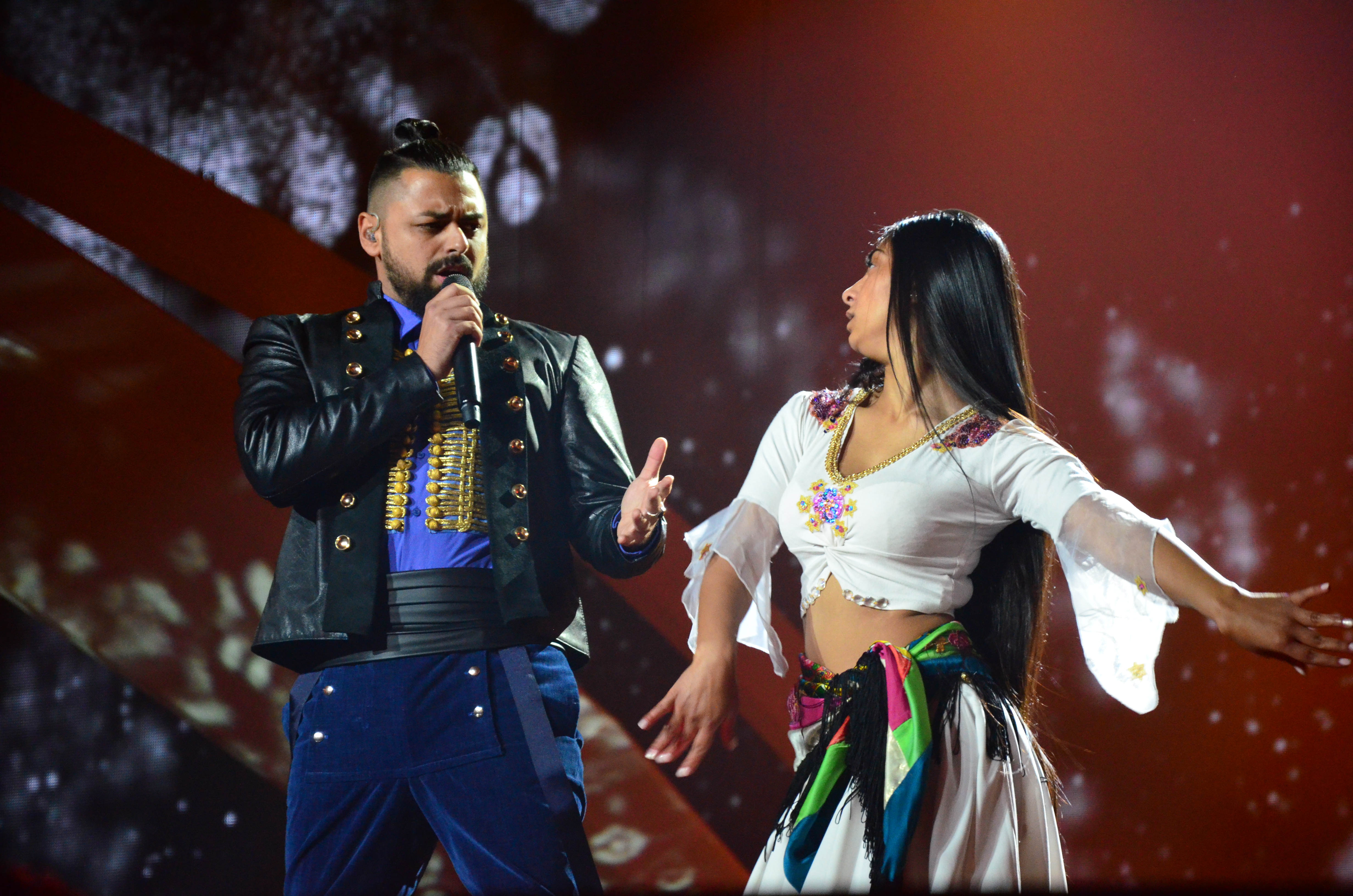
Joci Pápai i Lissabon 2017

Ungern debuterade i Eurovision Song Contest 1994 och har till och med 2019 deltagit 17 gånger. Det ungerska tv-bolaget Magyar Televízió (Numera Duna Media) har ansvarat för Ungerns medverkan varje år sedan 1994. Sedan 2012 har Ungern som standardsystem använt musiktävlingen "A Dal" som uttagning för tävlingen. 
Ungern har hittills aldrig stått som slutgiltig vinnare i en ESC-final och ej heller kommit bland de tre första placeringarna i en final. Som bäst har man kommit på fjärde plats i finalen 1994.

## Ungern i Eurovision Song Contest

### Historia
Ungern kom sexa i den östeuropeiska semifinalen i Ljubljana vid sitt första försök att delta i Eurovision Song Contest 1993. De nådde inte finalen, då endast de tre främsta gick vidare från denna semifinal. Debuten gjordes istället 1994 i Dublin med den stillsamma balladen Kinek mondjam el vétkeimet framförd av Friderika Bayer. I början av röstningsomgången såg det lovande ut för Ungern där man fick de tre första tolvpoängarna i rad (Sverige inkluderat). Men sen gick det neråt och andra länder hann ikapp. Ungern slutade på en fjärde plats i finalen som hittills är landets bästa resultat i tävlingen. Året därpå skickade man återigen en stillsam ballad, men denna misslyckades och slutade på tjugoandra plats i finalen. 1996 hade Ungern valt ett bidrag för finalen i Oslo, Fortuna med Gjon Delhusa, men bidraget kvalificerade sig inte till finalen på grund av en kvalificeringsomgång där juryn fick utse vilka 22 bidrag som skulle få delta i finalen, detta gjorde att Ungern fick stanna hemma. De placerade sig 23:e av totalt 29 bidrag. Efter att ha slutat på en dåliga placering, tjugotredje plats 1998, tvingades landet avstå från tävlan året efter. De dåvarande tävlingsreglerna innebar att länder som placerade sig sämre ett år fick avstå medverkan året därpå för att kunna göra plats åt andra länder som hade fått avstå året innan att delta. Ungern gjorde ett längre avhopp från tävlingen och återvände inte först förrän 2005 då man tidigare åren hindrats från att delta på grund av ekonomiska problem. När man återvände var systemet med semifinal infört, Ungern kvalade sig till finalen det året och slutade på tolfte plats i finalen. Landet drog sig tillbaka inför tävlingen 2006 på grund av finansiella problem. När man återvände till tävlingen i Helsingfors 2007 gick det mycket bättre. Ungern slutade tvåa i semifinalen och på nionde plats i finalen i Ungerns första topp tio placering på tretton år. Enligt dåvarande system skulle samtliga topp tio länder direktkvalificera sig till finalen året därpå. Men inför tävlingen 2008 införde man systemet med två semifinaler i tävlingen vilket medförde att alla länder förutom The Big Five skulle behöva vara i semifinalen. Ungern misslycakdes med att kvala sig till finalen både 2008 och 2009. Inför tävlingen 2010 hoppade man av på grund av ekonomiska problem. När Ungern återvände till tävlingen  2011 lycakdes ungern kvala sig till finalen samtliga år fram till och med 2018. Som bäst under denna perioden kom Ungern på femte plats i finalen i Köpenhamn 2014, man kom dessutom på tredje plats i semifinalen. 2017 kom man på andra plats i semifinalen och på åttonde plats i finalen. Ungern representerades då av Joci Pápai som framförde sin låt på både Ungerska och Romani. Pápai återvände till tävlingen 2019 men misslyckades med att kvala sig till finalen. Ungern valde inför tävlingen 2020 att hoppa av tävlingen på obestämd tid. Ungern drog sig ur tävlingen med anledning av att landets nationella TV-bolag MTVA uttryckte sig negativt mot att tävlingen blivit alltför "HBTQ-vänligt". Man uppgav också att uttagningen A Dal kommer att omorganiseras och inte längre vara landets uttagning till tävlingen. Ungern har sedan dess inte deltagit i tävlingen. 

### Nationell uttagningsform
Fram till och med 2011 varierade Ungern sitt sätt att utse representanten och låten. Antingen via internval eller en nationell tävling. 2012 infördes musiktävlingen "A Dal" och har blivit ett standardsystem för Ungern när det gäller att utse landets bidrag. Upplägget för uttagningen är tre heats följt av två semifinaler och en final. 

## Resultattabell
| 1 | Vinnare                            |
| 2 | Andra plats                        |
| 3 | Tredje plats                       |
| ◁ | Sista plats                        |
| X | Ett bidrag valdes men tävlade inte |

| År                               | Deltagare              | Bidrag                        | Språk              | Final              | Poäng              | Semi             | Poäng            |
| -------------------------------- | ---------------------- | ----------------------------- | ------------------ | ------------------ | ------------------ | ---------------- | ---------------- |
| 1993                             | Szulák Andrea          | Árva reggel                   | Ungerska           | Kvalificerade inte | Kvalificerade inte | 6                | 44               |
| 1994                             | Friderika Bayer        | Kinek mondjam el vétkeimet    | Ungerska           | 4                  | 122                | Inga semifinaler | Inga semifinaler |
| 1995                             | Csaba Szigeti          | Új név egy régi ház falán     | Ungerska           | 22                 | 3                  | Inga semifinaler | Inga semifinaler |
| 1996                             | Gjon Delhusa           | Fortuna                       | Ungerska           | Kvalificerade inte | Kvalificerade inte | 23               | 26               |
| 1997                             | V.I.P.                 | Miért kell, hogy elmenj?      | Ungerska           | 12                 | 39                 | Inga semifinaler | Inga semifinaler |
| 1998                             | Charlie                | A holnap már nem lesz szomorú | Ungerska           | 23                 | 4                  | Inga semifinaler | Inga semifinaler |
| Deltog inte mellan 1999 och 2004 |                        |                               |                    |                    |                    |                  |                  |
| 2005                             | NOX                    | Forogj világ!                 | Ungerska           | 12                 | 97                 | 5                | 167              |
| Deltog inte 2006                 |                        |                               |                    |                    |                    |                  |                  |
| 2007                             | Magdi Rúzsa            | Unsubstantial Blues           | Engelska           | 9                  | 128                | 2                | 224              |
| 2008                             | Csézy                  | Candlelight                   | Engelska, ungerska | Kvalificerade inte | Kvalificerade inte | 19               | 6                |
| 2009                             | Zoli Ádok              | Dance with Me                 | Engelska           | Kvalificerade inte | Kvalificerade inte | 15               | 16               |
| Deltog inte 2010                 |                        |                               |                    |                    |                    |                  |                  |
| 2011                             | Kati Wolf              | What About My Dreams?         | Engelska, ungerska | 22                 | 53                 | 7                | 72               |
| 2012                             | Compact Disco          | Sound of Our Hearts           | Engelska           | 24                 | 19                 | 10               | 52               |
| 2013                             | ByeAlex                | Kedvesem (Zoohacker Remix)    | Ungerska           | 10                 | 84                 | 8                | 66               |
| 2014                             | András Kállay-Saunders | Running                       | Engelska           | 5                  | 143                | 3                | 127              |
| 2015                             | Boggie                 | Wars For Nothing              | Engelska           | 20                 | 19                 | 8                | 67               |
| 2016                             | Freddie                | Pioneer                       | Engelska           | 19                 | 108                | 4                | 197              |
| 2017                             | Joci Pápai             | Origo                         | Ungerska, romani   | 8                  | 200                | 2                | 231              |
| 2018                             | AWS                    | Viszlát nyár                  | Ungerska           | 21                 | 93                 | 10               | 111              |
| 2019                             | Joci Pápai             | Az én apám                    | Ungerska           | Kvalificerade inte | Kvalificerade inte | 12               | 97               |
| Deltar inte sedan 2020           |                        |                               |                    |                    |                    |                  |                  |

## Röstningshistorik (1994–2019)
Ungern har givit mest poäng till följande länder:
| Nr | Land          | Poäng |
| -- | ------------- | ----- |
| 1  | Sverige       | 71    |
| 2  | Nederländerna | 62    |
| 3  | Norge         | 61    |
| 4  | Azerbajdzjan  | 59    |
| 4  | Danmark       | 59    |

Ungern har fått mest poäng från följande länder: 
| Nr | Land     | Poäng |
| -- | -------- | ----- |
| 1  | Serbien  | 68    |
| 2  | Rumänien | 67    |
| 3  | Finland  | 61    |
| 4  | Kroatien | 53    |
| 5  | Polen    | 50    |